# Adesmia fabrisii
Adesmia fabrisii är en ärtväxtart som beskrevs av Arturo Erhardo Erardo Burkart. Adesmia fabrisii ingår i släktet Adesmia och familjen ärtväxter. Inga underarter finns listade i Catalogue of Life.